# Пол Оулмонт
Пол Оулмонт (21 квітня 1849, Епіналь — 3 листопада 1917, Париж) — французький невролог і відомий колекціонер.

## Біографія
Оулмонт народився 21 квітня 1849 в місті Епіналь, Франція, син Карла Оулмонта (1819—1875) і Матильди Леманн (1827 — пр. 1875). У 1878 році він одружився з Луїз Жюлі Емеріке. Зібравши велику колекцію малюнків подарував її рідному містечку Епіналь. Оулмонт отримав ступінь доктора медицини у 1873 році і був призначений лікарем до клініки  Жан-Мартена Шарко у 1877 році. На наступний рік, у 1878 році він захистив дисертацію на тему «Атетоз», уважно дослідивши всі документи, включно з першу працю, що описувала подвійний атетоз. Попри те, що атетоз був відомий як «хвороба Гаммонда» (на честь Вільяма Олександра Гаммонда (роки життя 1828—1900), Оулмонт публічно представив опис цієї хвороби, написаний набагато раніше, а саме створений у 1853 році його наставником, Жан-Мартеном Шарко, який класифікував захворювання як форму хореї. Ім'я Оулмонта пов'язано з дослідженнями багатьох захворювань, включаючи діабетичну невропатію, токсичність ртуті у генезі тиків, і лицьову геміплегію.
Пол Оулмонт спільно зі своїм племінником Чарльзом Оулмонтом зібрали колекцію картин і малюнків XVIII-го століття. Він також допоміг Чарльзу видати збірку «Французькі праці XVIII ст.», тексти якої в подальшому були передані до Музею античного та сучасного мистецтва в Епіналі, де і зберігаються дотепер. Помер Пол Оулмонт 3 листопада 1917 року в Парижі.

## Праці
- Клінічне дослідження при атетозі, Париж, 1878
- Атетоз.  В: Щомісячному Автореферат Медичних Наук 1878 ; обсяг. 5, стор.  391—392.
- Атетоз.  В: Щомісячний огляд медицини та хірургії. 1878 ; обсяг. 2, стор.  81-94.
- Терапевтичні неврози, Париж, О. Дуайн, 1894, перевидання в 1901 році
- Ожиріння, симптоматика та етіологія, анатомія та патологічна фізіологія, Париж, О. Дуайн, 1907 (спільно з Феліксом Рамонд)

## Відзнаки
У 1931 році на його честь названо палату в лікарні «Бічат».